# Humberside

Die frühere Grafschaft Humberside (1974–1996)

Humberside [ˈhʌmbəsaɪd] war von 1974 bis 1996 eine Grafschaft in England.
Humberside wurde 1974 um die Mündung des Humber herum mit Gebietsteilen aus Yorkshire und Lincolnshire gebildet. Der Verwaltungssitz war in Beverley, die größte Stadt der Grafschaft war Kingston upon Hull. Sie bestand aus den Distrikten Beverley, Boothferry, Cleethorpes, East Yorkshire, Glanford, Great Grimsby, Holderness und Scunthorpe. Humberside grenzte an North Yorkshire im Norden und Westen, an South Yorkshire und Nottinghamshire im Südwesten, an Lincolnshire im Süden und an die Nordsee im Osten.

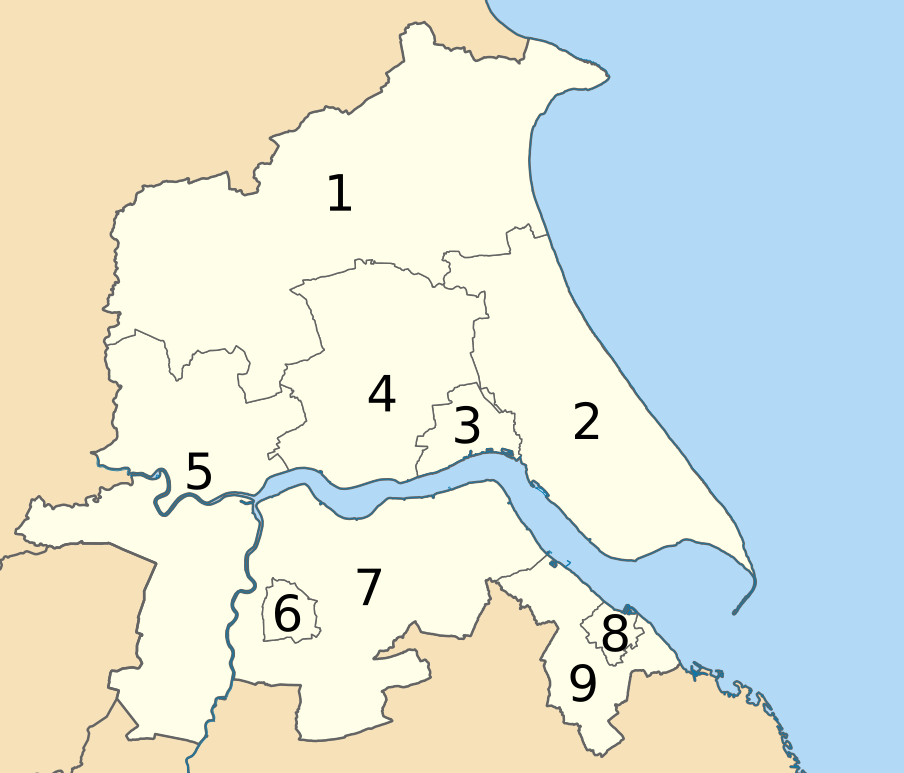
Die Distrikte der früheren Grafschaft Humberside:
1. East Yorkshire
2. Holderness
3. Kingston upon Hull
4. Beverley
5. Boothferry
6. Scunthorpe
7. Glanford
8. Great Grimsby
9. Cleethorpes

1996 wurde die Grafschaft wieder aufgelöst. An ihre Stelle traten vier Unitary Authorities: Kingston-upon-Hull, East Riding of Yorkshire (aus Beverley, East Yorkshire, Holderness und dem nördlichen Teil von Boothferry), North Lincolnshire (aus Glanford, Scunthorpe und dem südlichen Teil von Boothferry) und North East Lincolnshire (aus Great Grimsby und Cleethorpes). Trotz der Auflösung wird die Bezeichnung „Humberside“ auch heute noch benutzt. So gibt es weiter die Humberside Police, einen Humberside Airport, den Humberside Fire Service und BBC Radio Humberside.